# Нуаду
Нуаду (др.‑ирл. Nuada, Nuadu), также известный как Аргетлам (др.‑ирл. Airgetlám «Среброрукий»), — в мифологии ирландских кельтов король и предводитель богов Туата Де Дананн. В первой битве при Маг Туиред потерял руку, несмотря на то, что у него был волшебный меч, от которого никто не мог спастись. Поскольку бог с физическим изъяном не мог быть королём богов клана Туата Де Дананн, Нуада был вынужден отречься от трона и уступить его Бресу. Впоследствии бог-врачеватель Диан Кехт сделал ему серебряную руку, так что Нуада получил прозвище Аргетламх («Серебряная рука»). После этого Брес был свергнут с трона и Нуада вновь стал королём. В войне, вспыхнувшей вслед за этим, Нуада, опасаясь Балора, передал свою власть Лугу, который убил Балора в поединке.
Иногда отождествляется с галльским Тевтатом (бог ясного неба). Он выполнял роль гэльского Зевса, а также бога войны, поскольку у всех народов, для которых победа в войне почиталась главным проявлением милости небес, бог войны неизменно занимал главенствующее положение в пантеоне. Этот бог обладал непобедимым мечом, одним из четырёх главных сокровищ клана Туата Де Дананн, двойным повелителем которого он считался. Его имя постоянно встречается в топонимах на всей территории Британских островов. Его культ сопровождался человеческими жертвоприношениями, которыми бог щедро делился со своими спутницами. К числу его спутниц относились пять богинь: Бадб, Немайн, Фи, Маха, Морриган.
В Уэльсе почитался под именем Нудд. В римской Британии известно родственное божество Ноденс, связанное с культом вод и источников. Рядом атрибутов и связанных сюжетов (однорукость, утрата королевского титула, меч в качестве атрибута) он очень близок скандинавскому Тюру. Уже Ж. Дюмезиль, а за ним и другие исследователи связывали пару Балор — Нуаду в ирландской мифологической традиции с римскими и германскими мифологемами (одноглазый и однорукий боги, Тюр и Один).
По мнению В. П. Калыгина, имя «Нуаду» — причастие от глагола «давать» в сложении с прилагательным «новый» (*neuo-dont-s — «обновление дающий»).

## Влияния на культуру
- Латинизированная форма Ноденс стала именем одного из персонажей Мифов Ктулху.
- Один из главных героев фильма Гильермо дель Торо Хеллбой 2: Золотая армия (2008) зовётся Нуада, а весь фильм пронизан компиляциями из кельтской мифологии.
- Корум, персонаж трилогии Майкла Муркока Серебряная Рука, основанной в значительной степени на кельтской мифологии, прозван, как и Нуаду, Серебряноруким.
- Один из трёх Богов-братьев вселенной MMORPG Warspear Online зовётся Нуаду, хотя своим обликом и характером он лишь отдалённо напоминает кельтское божество.
- У Бенедикта, одного из братьев Корвина, потерявшего в бою руку, впоследствии появляется серебряная рука.
- В тетралогии Кристофера Паолини «Наследие» Всадники, имеющие серебристые отметины на ладонях, также зовутся «аргетлам» — серебрянорукие.
- В произведении Анны Коростелёвой «Школа в Кармартене» фигурирует в пересказе одной из легенд о Диане Кехте. В целом, всё произведение глубоко связано с культурой кельтов.
- Персонаж Бедивер из мобильной игры Fate/Grand Order получает одноимённую серебряную руку от Мерлина.